# Another Simpsons Clip Show
Another Simpsons Clip Show, llamado Otro refrito de los Simpson. Tema: Romanticismo en España y Recuerdos de amor en Hispanoamérica, es un episodio perteneciente a la sexta temporada de la serie animada Los Simpson, emitido originalmente el 25 de septiembre de 1994. El episodio fue escrito por Jon Vitti y dirigido por David Silverman.

## Sinopsis
Todo comienza cuando Marge está leyendo Los puentes de Madison una noche, y despierta a Homer para preguntarle si piensa que el romance se ha ido de su matrimonio. Él gruñe y arroja el libro a una chimenea. Marge se queja, y vuelve a dormir. 
Antes se ve un segmento del episodio
The New Kid in the block
En la mañana, Marge junta a toda la familia para hablar sobre romance, y todos comienzan a contar sus fallidas historias de amor.
Antes ve el episodio de Itchy and Scratchy en Homer the Heretic
Bart cuenta lo que vio en la televisión de la clase de 4 año en Bart's Friend Falls in Love

### Historia de Marge
Marge relata lo ocurrido en el capítulo Life On The Fast Lane, en donde había tenido un coqueteo veloz con Jacques, su profesor de bolos. Al final, se había decidido por quedarse con Homer.

### Historia de Homer
Homer cuenta su romance fugaz con Mindy Simmons, una empleada de la Planta de energía nuclear de Springfield. La acción de este relato se desarrolla en el episodio The Last Temptation of Homer. Al final, Homer, luego de ser tentado por irse con Mindy, se termina quedando con Marge.

### Historia de Lisa
Lisa relata lo ocurrido en I Love Lisa, cuando Ralph se había enamorado de ella, y ella había salido con él solo por lástima. Todo había terminado con Ralph con el corazón roto, pero ambos seguían siendo amigos.

### Historia de Bart
Bart cuenta lo ocurrido en New Kid on the Block, en donde se había enamorado de su vecina, Laura Powers, una chica cinco años mayor que él. Laura le había roto el corazón al contarle que salía con Jimbo.

### Secuencia final
Luego de todas sus historias, Marge cuenta una sobre cuando selma se enamoró de Bob Patiño en Black Widower, pero luego decide que no es buena y en lugar de este leé otra          (Lady Bouvier's Lover) todos quedan desilusionados por los finales negativos que habían tenido. Sin embargo, Homer cuenta que una vez todo le había salido bien, y pasa a contar lo ocurrido en The Way We Was, en donde había conocido y conquistado a Marge. Al final, cuando Marge les quiere dar la lección a los niños besándose con Homer, descubre que los tres se han ido a ver Itchy & Scratchy por televisión, pero no le importa y sigue besándose con Homer.